# Tepemanch

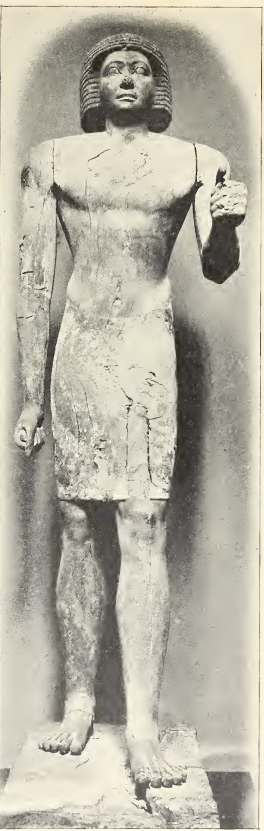
Lebensgroße, hölzerne Statue des Tepemanch

Tepemanch (der Kopf ist ein Lebendiger) war ein altägyptischer Beamter in der 6. Dynastie, der als Wesir amtierte.
Tepemanch ist bisher nur von seiner Mastaba (Grab 75/D.10) in Sakkara bekannt. Aus der Mastaba stammt die Scheintür des Tepemanch, auf der zahlreiche Titel belegt sind. Diverse beschriftete Steinblöcke, die einen Beamten namens Tepemanch nennen, befinden sich heute im Ägyptischen Museum in Kairo und stammen eventuell auch aus diesem Grab. Hier ist vor allem das Fragment einer weiteren Scheintür zu nennen, auf dem die Titel eines Wesirs bezeugt sind. In den anderen Teilen der Mastaba und auf Statuen aus seinem Grab führt Tepemanch zahlreiche Titel, aber nicht die eines Wesirs, eine Position, die er am Ende seiner Karriere erlangte.

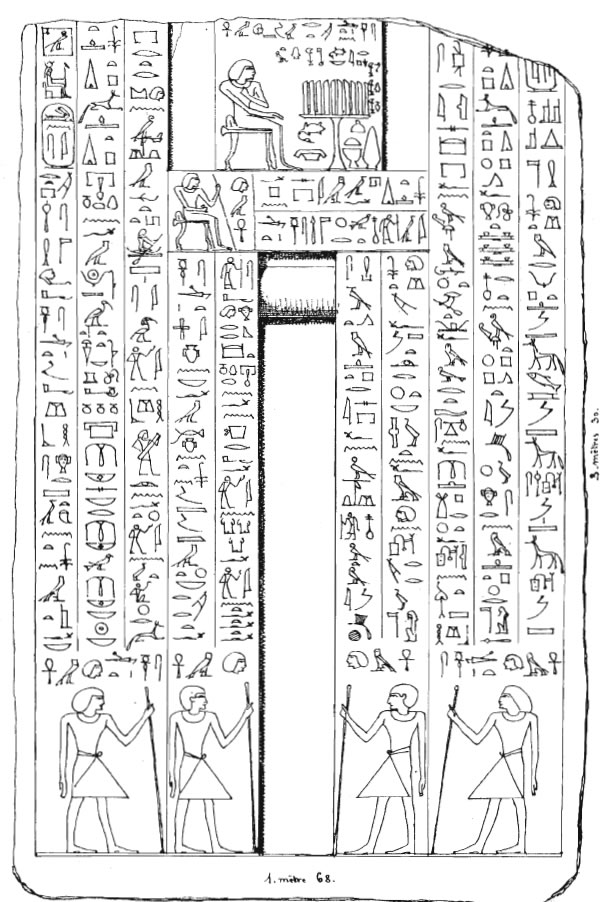
Scheintür des Tepemanch

## Das Grab
Die Mastaba befindet sich nördlich der Djoser-Pyramide und ist ein rechteckiger Bau (19,80 × 9,48 m), der mit der Kurzseite nach Norden orientiert ist. Auf der Ostseite, im Süden befindet sich eine kleine Kapelle, deren Wände mit Reliefs dekoriert sind. An der Südwand befindet sich die über 2 m hohe Scheintür. Nördlich der Kapelle befindet sich das Serdab, ein geschlossener Raum für Statuen, in dem sich auch zwei Statuen fanden.

## Statuen
Die Statuen befinden sich heute in Kairo und Alexandria. Die Statue Kairo CG 154 ist 165 cm groß und aus Holz gearbeitet. Tepemanch trägt einen kurzen Schurz und eine kurze Perücke. Die kurze Inschrift lautet: der einzig(artig)e Freund, Geheimnisträger des Morgenhauses, der geehrte vor dem großen Gott, Tepemanch. Eine zweite Statue (ehemals Kairo CG 162) ist 54 cm groß, aus Granit gearbeitet und hat einen Sockel in Kalkstein. Sie zeigt Tepemanch als Schreiber auf dem Boden sitzend. Die kurze Aufschrift lautet: einzig(artig)er Freund, Tepemanch. Die Statue befindet sich heute im Museum der Bibliotheca Alexandrina.

## Datierung
Die genaue chronologische Einordnung von Tepemanch ist unsicher. Tepemanch war Priester an der Pyramide von König Unas, womit er nicht früher als Unas angesetzt werden kann. Arthur Weil, der als erster eine Monografie zu ägyptischen Wesiren verfasste, setzte ihn deshalb unter Unas. Klaus Baer datiert ihn aus demselben Grund unter diesen König oder kurz danach. Nigel Strudwick fragt sich, ob die Dekorationselemente, die den Wesirstitel tragen, überhaupt zum Eigentümer der Mastaba gehören, da es stilistische Unterschiede gibt und die zweite Scheintür eher typisch für die 5. Dynastie ist. Er datiert ihn dann in die Mitte der 6. Dynastie.

## Titel
Die Titel Tepemanchs vor seiner Beförderung zum Wesir:
- wahrer Vorsteher der Aufträge (Jmj-r-wp(w)t-m3ˁ = Imi-ra-uput–maa)
- Fürst (Ḥ3.tj-ˁ = Hati-a)
- Priester in Schön sind die Orte des Unas (Pyramide des Unas) (Ḥm-nṯr-nfr-swt-wnjs = Hem-netjer-nefer-sut-unis)
- Geheimnisträger des Morgenhauses (Ḥrj-sšt3-n-pr-dw3t = Cheri-seschta-en-per-duat)
- Geheimnisträger des Königs an all seinen Orten (Ḥrj-sšt3-nswt-m-swt.f-nb-t = Cheri-seschta-nesut-em-sutef-nebet)
- Vorlesepriester (Ḥrj-ḥ3bt = Cheri-habet)
- Kammerherr des Königs (H̱rj-tp-nswt = Cheri-tep-nesut)
- Beamter, wahrer Kanalbauer (S3b-ˁḏ-mr-m3ˁ = Sab-adj-mer-maa)
- Beamter, wahrer Schreiber (S3b-sšw-m3ˁ = Sab-seschu-maa)
- Beamter, wahrer Aufseher der Schreiber (S3b-sḥḏ-sšw-m3ˁ = Sab-sehedj-seschu-maa)
- Einzig(artig)er Freund (Smḥr-wˁ.tj = Semher-wati)
- Einzig(artig)er wahrer Freund (Smḥr-wˁ.tj-m3ˁ = Semher-wati-maa)
- Einzig(artig)er wahrer, geliebter Freund (Smḥr-wˁ.tj-n-mrwt-m3ˁ = Semher-wati-en-merut-maa)
- Aufseher der Priester der Hathor am Tempel des Unas (Sḥḏ-ḥm-nṯr Ḥwt-Ḥrw-mrt-Wnjs = Sehedj–hem-netjer Hut-Heru-meret-Unis)

Die Titel Tepemanchs nach seiner Beförderung zum Wesir:
- Fürst (Ḥ3.tj-ˁ = Hati-a)
- der zum Vorhang Gehörige (T3jtj – Taiti)
- Beamter (S3b = Sab)
- Wesir (Ṯ3ti = Tjati)
- Einzig(artig)er Freund (Smḥr-wˁ.tj = Semher-wati)